# Shane Edwards
Shane Edwards (Gilbert, Arizona, 31 de mayo de 1987) es un jugador de baloncesto estadounidense que se encuentra sin equipo. Con 2,01 metros de estatura, juega en la posición de alero.

## Trayectoria deportiva

### Universidad
Jugó dos temporadas en el Northeastern Junior College, siendo posteriormente transferido a los Trojans de la Universidad de Arkansas en Little Rock, donde jugó dos temporadas en las que promedió 9,0 puntos y 4,7 rebotes por partido, En 2009 fue incluido en el mejor quinteto de la Sun Belt Conference.

### Profesional
Tras no ser elegido en el Draft de la NBA de 2009, fichó por los Albuquerque Thunderbirds de la NBA D-League, donde en su primera temporada en el equipo promedió 12,7 puntos y 5,3 rebotes por partido. Al año siguiente, y ya con la denominación de New Mexico Thunderbirds, mejoró sus estadísticas hasta los 16,7 puntos y 6,8 rebotes por partido, lo que le valió para disputar el All-Star Game de la NBA Development League, en el que consiguió 6 puntos y 2 rebotes.
En 2011 fichó por el Tezenis Verona de la Legadue italiana, en la que iba a ser su primera experiencia internacional. Sólo llegaría a disputar 9 partidos, en los que promedió 9,0 puntos y 4,9 rebotes. Regresó a su país para jugar en los Canton Charge, pero poco después fichó por los Cairns Taipans de la liga australiana.
Regresó al año siguiente a los Charge, con los que jugó una temporada en la que promedió 14,2 puntos y 5,4 rebotes por partido, siendo reclamado en el mes de marzo por los Cleveland Cavaliers, donde únicamente disputó dos partidos, promediando 1,0 puntos y 1,0 rebotes.
En  noviembre de 2014 fichó por los Sundsvall Dragons de la liga sueca.

## Estadísticas de su carrera en la NBA

### Temporada regular
| Año     | Equipo    | PJ | PT | MPP | %TC  | %3P  | %TL  | RPP | APP | ROB | TPP | PPP |
| ------- | --------- | -- | -- | --- | ---- | ---- | ---- | --- | --- | --- | --- | --- |
| 2013-14 | Cleveland | 2  | 0  | 6.0 | .333 | .000 | .000 | 1.0 | .0  | .0  | .0  | 1.0 |
| Total   | Total     | 2  | 0  | 6.0 | .333 | .000 | .000 | 1.0 | .0  | .0  | .0  | 1.0 |